# Calum Von Moger
Calum von Moger (né le 9 juin 1990) est un acteur et culturiste australien.

## Enfance
Calum Jose Von Moger est né à Victoria le 9 juin 1990.

## Carrière sportive
- 1er - Championnats internationaux juniors NABBA, 2011, Melbourne
- 3e - Championnats juniors de l'hémisphère sud de la NABBA, 2011, Gold Coast, Australie
- 1er - WFF Junior Mr Universe, 2011, Baden, Autriche [1]
- 1er - Championnats internationaux NABBA Classe 1 en mai 2013 à Melbourne
- 3e - Championnats de l'hémisphère sud de classe 1 NABBA en mai 2013 à Gold Coast, Australie
- 5e - Univers WFF – Superbody, 2013, Thessalonique
- 1er - WFF Mr Universe, 2014, Corée du Sud [1]
- 1er - WFF Pro Mr Univers, 2015, La Ciotat, France [2]
- 1er - Championnats NPC Irongames, 2016, Culver City, Californie [3],[4],[5],[6]
- 1er - Univers NPC, 2020, Charleston, Caroline du Sud [7]

## Vie personnelle
En octobre 2014, il s'installe à Los Angeles. En octobre 2021, il retourne en Australie où il ouvre une salle de sport,,.

## Carrière d'acteur
- Generation Iron 2 dans son propre rôle (2017)
- Bigger dans le rôle d'Arnold Schwarzenegger (2018)
- Calum Von Moger: Unbroken dans son propre rôle (2019)